# Melissa Morrison
Melissa Renee Morrison (Mooresville, 9 juli 1971) is een Amerikaanse hordeloopster. Ze is het bekendst van twee bronzen medailles die ze behaalde op de Olympische Spelen.

## Levensloop
Morrison studeerde in 1993 af aan de Appalachian State University in Boone. Tijdens haar studie won ze twaalfmaal de Southern Conference-kampioenschappen.
Haar eerste succes behaalde ze in 1997 met het winnen van de 100 m horden op de Amerikaanse kampioenschappen. Dat jaar maakte ze haar debuut op een grote internationale wedstrijd en behaalde een vijfde plaats op het WK indoor. Een jaar later werd ze Amerikaans indoorkampioen op de 60 m horden en zette haar snelste tijden op de 60 m horden en de 100 m horden. In 1998 won ze een zilveren medaille op de Grand Prix Finale achter de Jamaicaanse Michelle Freeman (goud) en voor de Nigeriaanse Glory Alozie (brons).
Op de Olympische Spelen van Sydney in 2000 won ze een bronzen medaille op de 100 m horden achter de Kazachse Olga Sjisjigina (goud) en de Spaanse Glory Alozie (zilver). Dat jaar viste ze in het Qatarese Doha met een vierde plek op de Grand Prix Finale achter het net voor een medaille. Morrison won op het EK indoor 2003 in Birmingham een bronzen medaille op de 60 m horden.
Net als in 2000 won ze op de Olympische Spelen van 2004 in Athene een bronzen medaille op de 100 m horden. Ze finishte hierbij achter haar landgenote Joanna Hayes (goud) en de Oekraïense Olena Krasovska (zilver).

## Titels
- Amerikaans kampioene 60 m horden - 1998, 1999, 2000, 2002
- Amerikaans kampioene 100 m horden - 1997

## Persoonlijke records
Outdoor
| Onderdeel    | Prestatie | Datum           | Plaats       |
| ------------ | --------- | --------------- | ------------ |
| 60 m horden  | 7,83 s    | 1998            |              |
| 100 m horden | 12,53 s   | 5 augustus 1998 | Stockholm    |
| 100 m        | 11,59 s   | 17 maart 2001   | Coral Gables |
| 200 m        | 23,98 s   | 12 april 2002   | Knoxville    |

Indoor
| Onderdeel   | Prestatie | Datum            | Plaats      |
| ----------- | --------- | ---------------- | ----------- |
| 60 m        | 7,41 s    | 27 februari 2000 | Cedar Falls |
| 50 m horden | 6,81 s    | 13 februari 1999 | Los Angeles |
| 60 m horden | 7,83 s    | 22 februari 1998 | Liévin      |

## Palmares

### 60 m horden
- 1997: 5e WK indoor - 7,88 s
- 1999: 6e WK indoor - 7,97 s
- 2003:  WK indoor - 7,92 s

### 100 m horden
Kampioenschappen
- 1998:  Grand Prix Finale - 12,63 s
- 2000:  OS - 12,76 s
- 2000: 4e Grand Prix Finale - 13,00 s
- 2002: 7e Grand Prix Finale - 13,14 s
- 2003: 6e Wereldatletiekfinale - 13,05 s
- 2004:  OS - 12,56 s

Golden League-podiumplekken
- 1998:  Bislett Games – 12,67 s
- 1998:  Golden Gala – 12,69 s
- 1998:  Herculis – 12,57 s
- 1998:  Memorial Van Damme – 12,71 s
- 1998:  ISTAF – 12,81 s
- 1999:  Meeting Gaz de France – 12,67 s
- 1999:  Herculis – 12,67 s
- 1999:  Weltklasse Zürich – 12,75 s
- 2000:  Weltklasse Zürich – 12,73 s
- 2000:  Herculis – 12,66 s
- 2000:  ISTF – 12,67 s
- 2004:  Weltklasse Zürich – 12,60 s